# جيمي لانغستون تورنر
جيمي لانغستون تورنر (بالإنجليزية: Jamie Langston Turner)‏ (1949)؛ روائية أمريكية.